# 1605
1605. је била проста година.

## Догађаји

### Јануар
- 21. јануар — Битка код Добринича

### Април
- 1. април — Алесандро Октавијан де Медичи је изабран за папу Лава XI.

### Новембар
- 5. новембар — Гај Фокс је откривен у подруму Вестминстерске палате како планира да дигне у ваздух Дом лордова у Барутној завери.

## Смрти

### Април
- 13. април — Борис Годунов, руски цар.